# Douglas Wick
Douglas Wick (30 novembre 1954) è un produttore cinematografico e sceneggiatore statunitense.

## Biografia
Douglas Wick è figlio dell'attrice Mary Jane Woods e del direttore della United States Information Agency Charles Z. Wick. Dopo la laurea con lode presso l'Università Yale, dove era membro della Wolf's Head Society, ha iniziato a lavorare per il regista Alan J. Pakula. Nel 1979 ha lavorato come produttore associato al film E ora: punto e a capo di Pakula. Successivamente, ha prodotto Una donna in carriera e Wolf - La belva è fuori di Mike Nichols, Giovani streghe di Andrew Fleming, Ragazze interrotte di James Mangold e Stuart Little - Un topolino in gamba di Rob Minkoff. Nel 1999 ha fondato la casa di produzione cinematografica Red Wagon Entertainment. Nel 2001 ha vinto il Premio Oscar e il Premio BAFTA al miglior film per Il gladiatore di Ridley Scott. Negli anni seguenti ha lavorato alla produzione di Spy Game, Peter Pan, Appuntamento da sogno! e Memorie di una geisha. Dal 2014 al 2016 ha prodotto la trilogia della The Divergent Series, basata sui libri di Veronica Roth. Nel 2024 è ritornato a collaborare con Ridley Scott, producendo Il gladiatore II.

## Vita privata
Dal 1986 è sposato con la produttrice cinematografica Lucy Fisher, dalla quale ha avuto tre figlie.

## Filmografia

### Produttore

#### Cinema
- E ora: punto e a capo (Starting Over), regia di Alan J. Pakula (1979)
- Una donna in carriera (Working Girl), regia di Mike Nichols (1988)
- Wolf - La belva è fuori (Wolf), regia di Mike Nichols (1994)
- Giovani streghe (The Craft), regia di Andrew Fleming (1996)
- Obsession (Hush), regia di Jonathan Darby (1998)
- Stuart Little - Un topolino in gamba (Stuart Little), regia di Rob Minkoff (1999)
- Ragazze interrotte (Girl, Interrupted), regia di James Mangold (1999)
- Il gladiatore (Gladiator), regia di Ridley Scott (2000)
- L'uomo senza ombra (Hollow Man), regia di Paul Verhoeven (2000)
- Spy Game, regia di Tony Scott (2001)
- Stuart Little 2, regia di Rob Minkoff (2002)
- Peter Pan, regia di P. J. Hogan (2003)
- Appuntamento da sogno! (Win a Date with Tad Hamilton!), regia di Robert Luketic (2004)
- Vita da strega (Bewitched), regia di Nora Ephron (2005)
- Stuart Little 3 - Un topolino nella foresta (Stuart Little 3: Call of the Wild), regia di Audu Paden (2005)
- Jarhead, regia di Sam Mendes (2005)
- Memorie di una geisha (Memoirs of a Geisha), regia di Rob Marshall (2005)
- Vita da camper (RV), regia di Barry Sonnenfeld (2006)
- L'uomo senza ombra 2 (Hollow Man 2), regia di Claudio Fäh (2006)
- Lawless, regia di John Hillcoat (2012)
- Il grande Gatsby (The Great Gatsby), regia di Baz Luhrmann (2013)
- Divergent, regia di Neil Burger (2014)
- The Divergent Series: Insurgent, regia di Robert Schwentke (2015)
- The Divergent Series: Allegiant, regia di Robert Schwentke (2016)
- Il rito delle streghe (The Craft: Legacy), regia di Zoe Lister-Jones (2020)
- Il gladiatore II (Gladiator II), regia di Ridley Scott (2024)

#### Televisione
- Stuart Little - serie animata, 13 episodi (2003)
- Joe Pickett - serie TV, 10 episodi (2021)

### Sceneggiatore
- Stuart Little 2, regia di Rob Minkoff (2002)
- Stuart Little 3 - Un topolino nella foresta (Stuart Little 3: Call of the Wild), regia di Audu Paden (2005)

## Riconoscimenti
- Premio Oscar
  - 1989 - Candidatura al miglior film per Una donna in carriera
  - 2001 - Miglior film per Il gladiatore
- Premio BAFTA
  - 2001 - Miglior film per Il gladiatore
- Saturn Award
  - 2000 - George Pal Memorial Award
- British Academy Children's Awards
  - 2003 - Candidatura al miglior film per Stuart Little 2
- Producers Guild of America Awards
  - 2001 - Miglior film per Il gladiatore
  - 2007 - Lifetime Achievement Award in Motion Pictures